# 1912 na rádio
Nesta página encontrará referências aos acontecimentos directamente relacionados com a rádio ocorridos durante o ano de 1912.

## Nascimentos
| Data       | Nome             | Profissão                            | Nacionalidade | Observações | Ref |
| ---------- | ---------------- | ------------------------------------ | ------------- | ----------- | --- |
| 6 de Julho | Adoniran Barbosa | compositor, cantor, humorista e ator | Brasil        | m. 1982     |     |

## Mortes
| Data | Nome | Profissão | Nacionalidade | Observações | Ref |
| ---- | ---- | --------- | ------------- | ----------- | --- |